# Varietà affine
In geometria algebrica, una varietà affine è il sottoinsieme di uno spazio affine {\displaystyle n}-dimensionale su un campo algebricamente chiuso {\displaystyle k} caratterizzato dall'annullarsi simultaneo di tutti i polinomi di un sottoinsieme di {\displaystyle k[x_{1},\dots ,x_{n}]}. Un aperto (secondo la topologia di Zariski) di una varietà affine è detto varietà quasi affine.

## Morfismi tra varietà affini
Una funzione regolare per una varietà affine {\displaystyle X} è una funzione {\displaystyle f\colon X\to k} tale che per ogni punto {\displaystyle P\in X} esiste un intorno del punto in cui {\displaystyle f(x)=g(x)/h(x)}, dove {\displaystyle g,h\in k[x_{1},\dots ,x_{n}]}. L'insieme di tutte le funzioni regolari su {\displaystyle X} è l'anello {\displaystyle {\mathcal {O}}(X)}.
Un morfismo tra due varietà è una funzione {\displaystyle \phi \colon X\to Y} che induce un morfismo di anelli {\displaystyle \phi ^{\star }\colon {\mathcal {O}}(Y)\to {\mathcal {O}}(X)\colon f\mapsto f\circ \phi }.

## Algebra affine
Dato un insieme qualsiasi di polinomi, la varietà affine che definiscono è la stessa definita dall'ideale {\displaystyle I(X)} generato da questi polinomi. Si può quindi definire l'algebra affine di una varietà affine {\displaystyle X} come la {\displaystyle k}-algebra finitamente generata {\displaystyle A(X)=k[x_{1},\dots ,x_{n}]/I(X)}.
Si dimostra che due varietà affini sono isomorfe se e solo se le loro algebre affini sono isomorfe. Inoltre se si associa ad ogni varietà affine la propria algebra e ad ogni morfismo {\displaystyle \phi } il morfismo {\displaystyle \phi ^{\star }}, si ottiene un funtore controvariante tra la categoria delle varietà affini e quella delle {\displaystyle k}-algebre finitamente generate.

## Proprietà
- Per la noetherianità dell'anello dei polinomi, ci si può ridurre a considerare un numero finito di polinomi.
- Per definizione, una varietà affine è chiusa secondo la topologia di Zariski, ma in quanto intersezione finita di luoghi di zeri,  è chiusa anche per la topologia standard se {\displaystyle k=\mathbb {C} } o {\displaystyle k=\mathbb {R} }.
- Le varietà affini formano una categoria sia con i morfismi di varietà, sia con le mappe razionali.